# Шрамченки
Шра́мченки (пол. Szramczenko) — дворянский род.
Потомство Леонтия Шрамченка, Нежинского полкового обозного.

## Описание герба
В красном поле серебряная опрокинутая подкова, сопровождаемая сверху серебряной стрелой и снизу свитой веревкой.
Щит увенчан дворянскими шлемом и короной. Нашлемник: три страусовых пера. Намёт на щите красный, подложенный серебром.